# Roberta Alexander

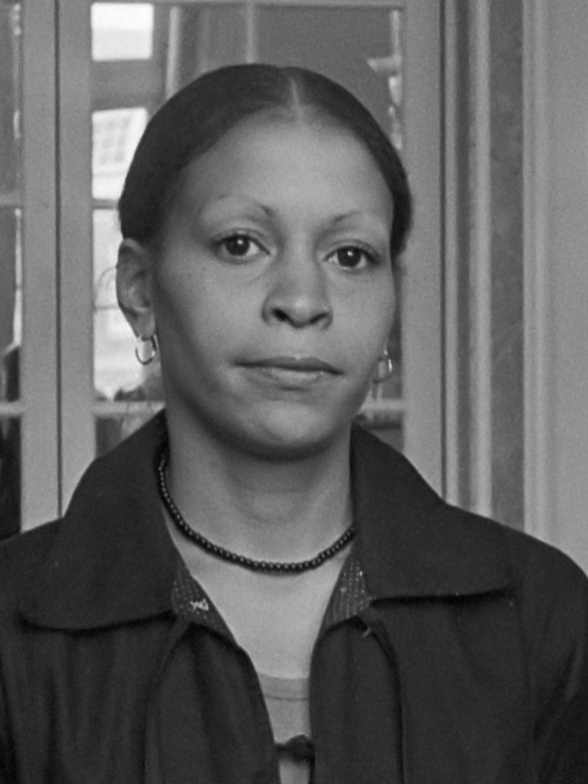
Roberta Alexander in 1976

Roberta Alexander (Lynchburg (Virginia), 3 maart 1949) is een Amerikaanse sopraanzangeres, die sinds 1972 in Nederland woont.

## Biografie

### Opleiding
Roberta Alexanders ouders waren koordirigent en zangeres. Toen ze twee jaar oud was verhuisde het gezin van Virginia naar Yellow Springs in Ohio. Ze werd opgeleid aan de Central State University in Wilberforce (Ohio) en de Universiteit van Michigan in Ann Arbor. Ze studeerde in 1971 aan het Royal Conservatory of Music in Londen en rondde haar zangstudie af aan het Koninklijk Conservatorium (Den Haag) nadat ze in 1972 naar Nederland was verhuisd.

### Carrière
In 1975 debuteerde ze bij De Nederlandse Operastichting in La cambiale di matrimonio van Rossini. Later dat jaar vond de wereldpremière plaats van de opera Der Kaiser von Atlantis van Viktor Ullmann, waarin ze de rol van Bubikopf vertolkte. Haar Amerikaanse debuut was in 1980 in de Grand Opera in Houston als Pamina in Die Zauberflöte. In 1981 zong ze in Santa Fe (New Mexico) de titelrol in Daphne van Richard Strauss. Daarna volgden haar debuten in de New Yorkse Metropolitan Opera in 1983 (Zerlina, Don Giovanni) en in het Londense Royal Opera House in 1984 (Mimi, La bohème). In 1989 volgde de titelrol van Jenůfa bij het operafestival van Glyndebourne. 
Roberta Alexander is opgetreden met vele symfonieorkesten, waaronder de Wiener Philharmoniker, de London Philharmonic, het Koninklijk Concertgebouworkest, het Philadelphia Orchestra, het Cleveland Orchestra, het Boston Symphony Orchestra en het Symphonieorchester des Bayerischen Rundfunks. Ze werkte met dirigenten als Bernard Haitink, Vladimir Ashkenazy, Colin Davis, Nikolaus Harnoncourt, James Levine, Zubin Mehta, Carlo Maria Giulini, Leonard Slatkin, Seiji Ozawa, André Previn en Simon Rattle. Ze is nog steeds actief als operazangeres en trad in de jaren 2013-2019 op in operahuizen als het Grand Théatre in Aix-en-Provence, de Scala van Milaan, de Munt in Brussel, de Staatsoper Unter den Linden in Berlijn, de Nationale Opera in Amsterdam en opnieuw de Met in New York en het Royal Opera House in Londen, .
Ook in het liedgenre is Roberta Alexander actief. Zij werkte jarenlang samen met de pianiste Tan Crone, met wie ze ook veel opnamen maakte van liederen van onder anderen Charles Ives, Samuel Barber, Leonard Bernstein en Richard Strauss. Haar opname van liederen van Hendrik Andriessen met dirigent David Porcelijn kreeg in 1992 een Edison.
In november 2020 werd de Edison Klassiek Oeuvreprijs aan Roberta Alexander toegekend.

### Persoonlijk
Roberta Alexander was enkele jaren getrouwd met dirigent Edo de Waart. Sinds 1975 is ze getrouwd met de dirigent en muziekrecensent Siebe Riedstra, voormalig orkestmanager bij het Muziekcentrum van de Omroep.

## Discografie (selectie)
- Johannes-Passion (J.S. Bach), Staatskapelle Dresden o.l.v. Peter Schreier
- Hohe Messe (Bach), Symphonieorchester des Bayerischen Rundfunks o.l.v. Carlo Maria Giulini
- Symfonie nr. 9 (Beethoven), Royal Philharmonic Orchestra o.l.v. André Previn
- Porgy and Bess (Gershwin), fragmenten, New York Philharmonic o.l.v. Zubin Mehta
- Porgy and Bess (Gershwin), Rundfunk-Sinfonieorchester Berlin o.l.v. Leonard Slatkin
- Paride ed Elena (Gluck) o.l.v. Michael Schneider
- Beatrice Cenci (Goldschmidt) o.l.v. Lothar Zagrosek
- Theodora (Händel), Concentus Musicus Wien o.l.v. Nikolaus Harnoncourt
- Samson (Händel), Concentus Musicus Wien o.l.v. Nikolaus Harnoncourt
- Jenůfa (Janáček) o.l.v. Andrew Davis
- Symfonie nr. 4 (Mahler), Concertgebouworkest o.l.v. Bernard Haitink
- Don Giovanni (Mozart) o.l.v. Nikolaus Harnoncourt
- Prima La Musica, Poi Le Parole (Salieri o.l.v. Nikolaus Harnoncourt
- Ino (Telemann) o.l.v. Nikolaus Harnoncourt
- Miroir de Peine, Magna res est amor, Fiat Domine (Hendrik Andriessen) o.l.v. David Porcelijn (Edisons 1992)
- Roberta Alexander sings Samuel Barber o.l.v. Edo de Waart
- Roberta Alexander – Broadway Songs, met David Triestram
- Roberta Alexander – Songs my Mother taught me, met Brain Masuda
- Leonard Bernstein, Songs, met Tan Crone
- Mario Castelnuovo-Tedesco, The Divan of Moses-Ibn-Ezra, met Dick Hoogeveen
- Giacomo Puccini, Songs, met Tan Crone en het Rafael Kwartet
- Richard Strauss, Lieder met Tan Crone
- Wolfgang Amadeus Mozart, Lieder met Glen Wilson
- Charles Ives, Songs (Vol. 1 & 2) met Tan Crone
- Aaron Copland, Songs met Roger Vignoles
- Samuel Barber, Songs met Tan Crone
- Heitor Villa-Lobos, Songs (Vol. 1 & 2) met Alfred Heller, Diane Chaplin